# Tormenta tropical Omeka
La tormenta tropical Omeka (Designación internacional: 1015, designación JTWC: 01C) fue la última tormenta en formar el Pacífico Oriental desde que comenzaron los registros confiables en la década de 1960. La tormenta fue parte de la temporada de tifones y huracanes del Pacífico de 2010. El 16 de diciembre, un ciclón extratropical sobre el Océano Pacífico Norte comenzó a mostrar signos de ciclogénesis tropical. Desplazó hacia el sureste alrededor de la línea internacional de cambio de fecha, el sistema se convirtió en una depresión subtropical en la cuenca del Pacífico Central el 18 de diciembre, convirtiéndose en el último sistema de formación al este de 180°W y al norte del ecuador en el Océano Pacífico registrado. Girando al suroeste, el sistema se intensificó en una tormenta subtropical más tarde ese día antes de cruzar al Pacífico Occidental. Mientras que al oeste de la línea internacional de cambio de fecha, el sistema alcanzó su intensidad máxima con vientos de 60 mph (95 km/h). Al obtener más características tropicales, la tormenta pasó a ser un sistema totalmente tropical unas horas después de cruzar el área de responsabilidad por tercera vez.
Aunque el Centro Conjunto de Advertencia de Tifones no ha emitido un aviso sobre el sistema, notaron que era un ciclón subtropical con vientos sostenidos de al menos 85 km/h (50 mph) y una presión de 990 mbar (hPa). Sin embargo, existe un desacuerdo entre los centros de alerta sobre la naturaleza del sistema. Mientras que al oeste de la fecha, el Centro de Huracanes del Pacífico Central se refirió al sistema como un ciclón tropical, mientras que el Centro Conjunto de Advertencia de Tifones lo consideró una perturbación subtropical. El 20 de diciembre de 2010, el Centro Conjunto de Advertencia de Tifones emitió su última perspectiva climática tropical significativa sobre la depresión tropical Uno-C, ya que cruzó la línea internacional de cambio de fecha, de regreso a la cuenca del Pacífico Central, pasando la autoridad de monitorear el sistema al Centro de Huracanes del Pacífico Central. Durante la tormenta en el Pacífico Central, era conocida como tormenta tropical que fue nombrada Omeka.
Al hacerlo, Omeka alcanzó su intensidad máxima con vientos de 60 mph (100 km/h). Más tarde, el 20 de diciembre, la cizalladura del viento en la región aumentó y el sistema se debilitó. Para el 21 de diciembre de 2010, el centro de Omeka carecía de convección y se disipó al día siguiente. Omeka golpeó a Lisianski sin daños mayores y no se reportaron fallecidos.

## Historia meteorológica

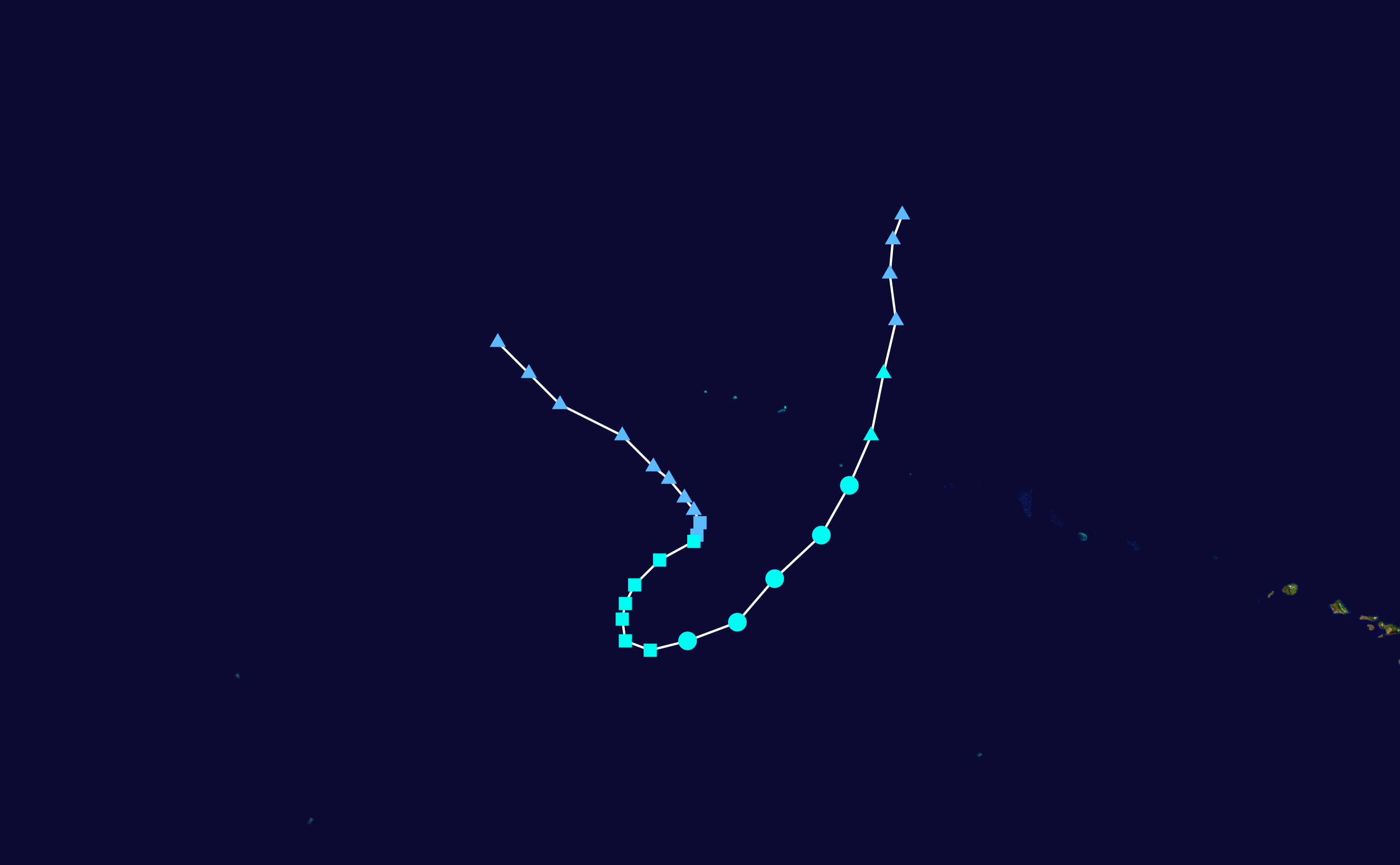
Mapa que traza la trayectoria y la intensidad de la tormenta, de acuerdo con la escala de huracanes de Saffir-Simpson

Los orígenes de Omeka provienen de un ciclón extratropical en el Océano Pacífico occidental. La tormenta siguió hacia el sureste cerca de la línea internacional de cambio de fecha, y hacia el 18 de diciembre de 2010 pasó a una tormenta de kona y pronto a un ciclón subtropical. Un sistema extenso y grande, se esperaba un pequeño desarrollo a medida que la tormenta avanzaba hacia el sudoeste. Como el nivel bajo se movió sobre aguas más cálidas, el ciclón fue capaz de mantener un área de convección profunda cerca de su centro. Según el Centro de Huracanes del Pacífico Central, el sistema era casi completamente tropical temprano el 19 de diciembre cuando se movía al oeste de el área de responsabilidad. Sin embargo, el Centro Conjunto de Advertencia de Tifones (JTWC) consideró que el nivel bajo era totalmente subtropical ya que un núcleo frío estaba presente en el centro de la circulación. En este momento, la tormenta tenía una característica similar a un ojo, y alcanzó su fuerza máxima con vientos de 60 millas por hora (100 km/h) y una presión barométrica de 997 milibares (29.44 inHg). Más tarde, el 19 de diciembre, la Agencia Meteorológica de Japón (JMA, por sus siglas en inglés) clasificó el sistema como una depresión tropical, mientras que la baja se volvió hacia el sureste. El 20 de diciembre, la Agencia Meteorológica de Japón emitió su advertencia final sobre la depresión a medida que avanzaba al este de la línea internacional de cambio de fecha y volvía a ingresar al área de responsabilidad del Centro de Huracanes del Pacífico Central.
Ya clasificándolo como una tormenta tropical, el Centro de Huracanes del Pacífico Central (CPHC) emitió su primer aviso sobre el sistema a las 09:00 UTC del 20 de diciembre, momento en el que se encontraba aproximadamente a 505 millas (815 km) al sur de la Isla Midway. Al emitir este aviso, designaron el sistema como la tormenta tropical que fue asignada Omeka, la primera tormenta nombrada de la temporada del Pacífico Central. La tormenta generalmente siguió hacia el noreste, en respuesta a un nivel medio bajo al oeste, durante el resto de su existencia. Atravesando un área de temperaturas de la superficie del mar disminuidas y aumentando la cizalladura del viento, Omeka rápidamente se debilitó a una tormenta tropical mínima más tarde el 20 de diciembre, con vientos de 40 millas por hora (65 km/h). Las ráfagas intermitentes de convección permitieron que el sistema mantuviera los vientos huracanados hasta el 21 de diciembre; sin embargo, el cortante persistente finalmente cobró su precio más tarde esa mañana. Entre las 07:00 y las 08:00 UTC, Omeka golpeó la isla de Lisianski. Alrededor de las 09:00 UTC, el Centro de Huracanes del Pacífico Central emitió su aviso final sobre Omeka, ya que hizo la transición a un ciclón extratropical a unas 280 millas (450 km) al este-sureste de la isla de Midway, cerca de la isla Lisianski. Remanentes extratropicales de Omeka se disipó el 23 de diciembre de 2010.

### Récords
El 20 de diciembre de 2010, Omeka cruzó la línea internacional de cambio de fecha hacia el noreste del Pacífico, convirtiéndose en el primer ciclón tropical en hacerlo desde la tormenta tropical Wene en la temporada de huracanes en el Pacífico de 2000,
En ese momento, se consideró que Omeka había existido en el noreste del Pacífico más tarde que cualquier otra tormenta desde la década de 1960, cuando comienzan los registros confiables en la cuenca. Sin embargo, de acuerdo con la base de datos del Centro de Huracanes del Pacífico Central, hay dos posibles ciclones tropicales en 1903 y 1904 que se desarrollaron el 23 de diciembre. Además, aunque no se fortaleció en una tormenta tropical, la depresión tropical Nueve-C de la temporada de huracanes en el Pacífico de 2015 se formó más tarde en el año calendario que Omeka, se formó el 31 de diciembre de 2015 y se disipó al día siguiente, el 1 de enero de 2016.
Omeka fue la primera tormenta de diciembre en el Pacífico Central desde la tormenta tropical Paka en 1997. A lo largo de la temporada de 2010, todo el Océano Pacífico experimentó una actividad muy baja rompiendo el récord de ciclones tropicales debido a una fuerte potencial del fenómeno de La Niña. Desde que Omeka fue la primera tormenta en el Pacífico Central durante el año, marcó el último inicio de una temporada desde que comenzaron los registros confiables, excluyendo sin tormentas.

## Preparativos e impactos
El 21 de diciembre, el centro de Omeka rozó la isla de Lisianski, con vientos de 40 millas por hora (65 km/h). Sin embargo, no se emitieron avisos o avisos de tormentas tropicales desde que el Centro de Huracanes del Pacífico Central anticipó el debilitamiento antes de que la tormenta pasara por la isla.